# Грушвицький ентомологічний заказник
Гру́швицький зака́зник — ентомологічний заказник місцевого значення в Україні. Розташований у межах Рівненського району Рівненської області, на північний захід від села Грушвиця Перша.

## Опис
Площа 10 га. Створений рішенням Рівненського облвиконкому №343 від 22.11.1983 року. Перебуває у віданні державного підприємства «Клеванський лісгосп» (Сморжівське лісництво: кв. 61). Розташований на землях Грушвицької сільської ради. Це мальовничі схили лесових та крейдяних пагорбів Волинської височини.

## Рослинний світ
На схилах зростає багате фіторізноманіття. Тут відмічені такі види як куничник наземний, люцерна лежача, відкасник Біберштейна, жовтозілля еруколисте, зіновать руська, парило звичайне, бедринець ломикаменевий, звіробій звичайний, молочай кипарисоподібний, подорожник великий, середній та ланцетолистий, волошки рейнська та скабіозовидна, золотушник звичайний, дивина чорна, материнка звичайна, фіалка дивна та інші види рослин. У неглибоких балочках, що розрізають схили, проведене заліснення, переважно дубом північним. Тут, крім дуба північного, ростуть теж інші види дерев — осика, сосна, липа, верба козяча. В ярусі підліску росте терен колючий, насаджена хеномелес японська, які рясно плодоносять.

## Тваринний світ
Це місце гніздування багатьох видів птахів, зокрема дятла звичайного, кропив'янки чорноголової, вільшанки, дрозда співочого, шпака звичайного, зяблика.
Із ссавців трапляються заєць сірий, кріт європейський, іноді заходить сарна європейська. 
З комах відмічені цвіркун польовий, коник сірий лісовий, ковалик сірий, осадець Егерія, трапляється махаон (Червона книга України).